# Marino Gomes Ferreira
Marino Gomes Ferreira (Niterói,11 de maio de 1907-Rio de Janeiro,11 de setembro de 2004). Foi um médico brasileiro destacado por sua permanente atitude humanitária e dedicação aos menos favorecidos. Em seu consultório mandou colocar um quadro com a filosofia que norteou toda a sua prática médica: “Os doentes reconhecidamente pobres não deixarão de ser atendidos por este motivo”.

## Biografia
Fez parte do Serviço Médico da Companhia de Cigarros Souza Cruz; Diretor do Instituto Benjamin Constant em 1970; médico e Diretor do Instituto Nacional de Surdos e Mudos por sete anos; fundador da Academia Brasileira de Medicina de Reabilitação - ABMR e da Obra de Assistência e Proteção ao Pobre - CAPP, entidade que presidiu por onze anos. Sócio benfeitor da Associação Alvorada e várias outras entidades beneficentes. Também possuía formação em odontologia e farmácia. 
Foi membro e Diretor da Associação Brasileira de Farmacêuticos, da União de Farmacêuticos da São Paulo e do Conselho Deliberativo da Associação dos Servidores Civis do Brasil. 
Distinguido com o título de Cidadão do Estado da Guanabara, por proposição do então Deputado Gama Lima. Fundador, Sócio Benemérito e Diretor do Montanha Clube, entidade social localizada junto à Floresta da Tijuca.
Ingressou na Igreja Presbiteriana em 1924, onde foi comungante por 80 anos. Foi eleito Diácono em 1952 e Presbítero da Catedral Presbiteriana em 1955, em que exerceu a Vice-Presidência do Conselho por 20 anos consecutivos. 
Fundador do Rotary Club RJ Tijuca em 1949, foi seu Presidente no período 1959-60. Foi eleito Governador do Distrito 457 (hoje Distrito 4570)  do Rotary International no período 1968- 69 com o lema "Só o Amor Constrói".

## Reconhecimentos

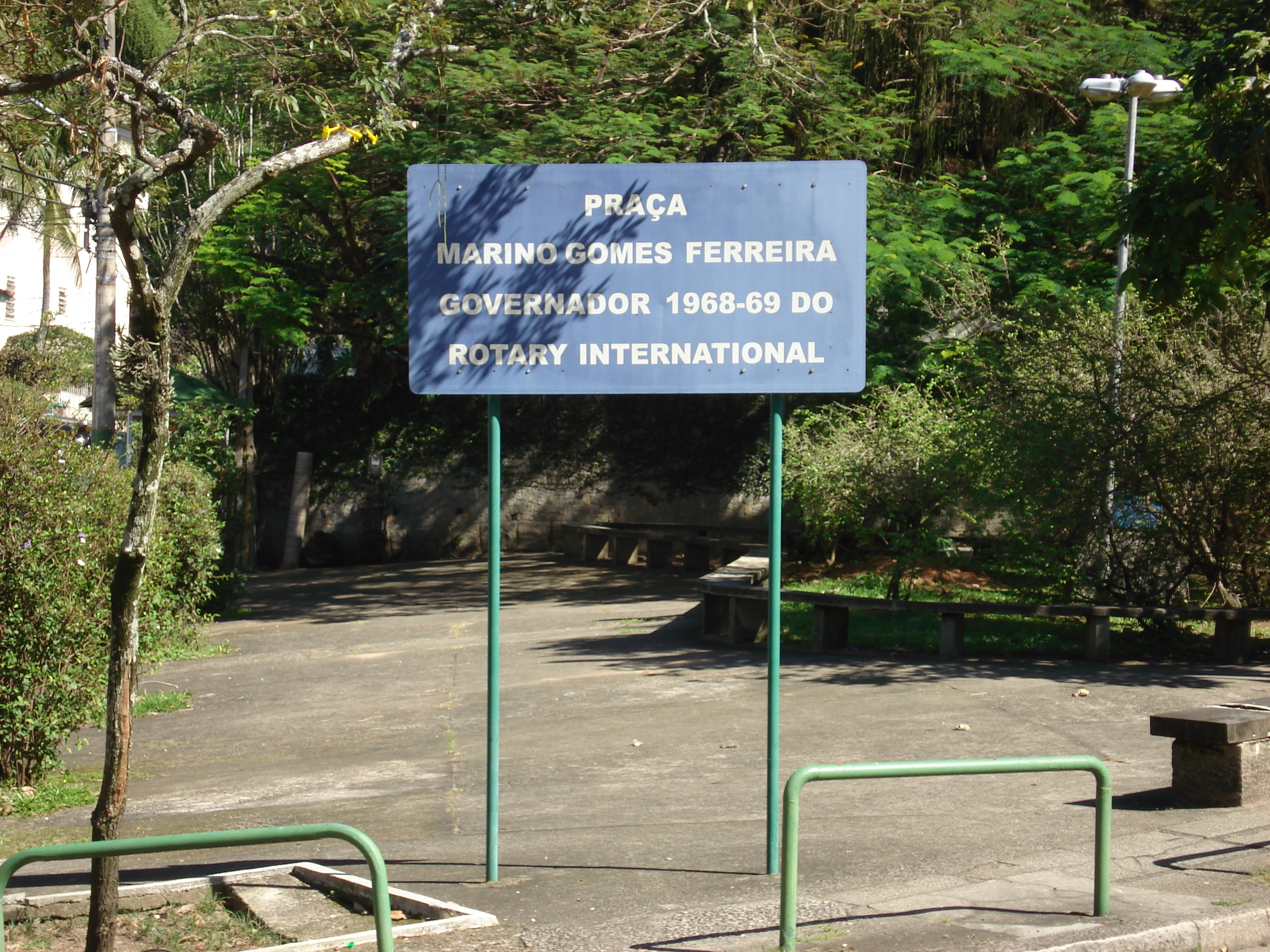

Em 1975 foi agraciado com a comenda de Companheiro Paul Percy Harris, por significativa contribuição à Fundação Rotária do Rotary International e com o título honorífico de "Presidente de Honra" do Rotary Club RJ Méier.
Teve seu nome concedido a um logradouro público na Tijuca, por iniciativa do Rotary Club RJ Tijuca, na praça na confluência da Avenida Edson Passos com a Rua Marechal Józef Piłsudski, no início da subida do Alto da Boa Vista (Rio de Janeiro). pela Lei 4.222 de 27/10/2005.
Patrono da Cadeira nº 34 da Academia Rotária de Letras da Cidade do Rio de Janeiro ABROL Rio.